# Constitution de la Tunisie
La Constitution de la Tunisie (arabe : دستور الجمهورية التونسية) est la loi suprême de la République tunisienne. Elle constitue le cadre de l'organisation du gouvernement et des relations du gouvernement avec les gouvernorats, les citoyens et l'ensemble de la population. La version en vigueur est adoptée par référendum le 25 juillet 2022 et entre en vigueur le 16 août de la même année. 
Il s'agit de la sixième loi fondamentale de l'histoire du pays, après le Pacte fondamental de 1857, la Constitution de 1861, la Constitution de 1959, la loi sur l'organisation provisoire des pouvoirs publics (dite « petite Constitution ») de 2011 et la Constitution de 2014.
La première Constitution moderne de la Tunisie est le Pacte fondamental de 1857, suivi par la Constitution de 1861, qui n'est remplacée qu'à la fin du protectorat français en 1956, par la Constitution de 1959. Celle-ci est adoptée le 1er juin 1959 et amendée en 1999 et 2002, après un référendum constitutionnel. Après la révolution et des mois de manifestations, une Assemblée constituante est élue pour rédiger un nouveau texte, adopté le 26 janvier 2014.
En septembre 2021, le président Kaïs Saïed annonce une réforme de la Constitution de 2014, actée par le décret no 2021-117 du 22 septembre. Le 25 mai 2022, il prend un décret actant un changement de Constitution, confirmé par un référendum du 25 juillet 2022 boycotté par l'opposition.

## Texte actuel

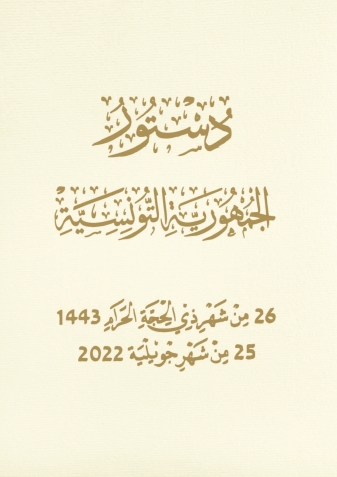
Première de couverture de la Constitution tunisienne de 2022.

Début juin 2022, le juriste Sadok Belaïd, président de la commission consultative de rédaction de la nouvelle Constitution, indique qu'il remettra l'avant-projet le 15 juin au chef de l'État, et que celui-ci ne contient pas de référence à l'islam, contrairement aux Constitutions de 1959 et 2014. Celui-ci est cependant ambigu à la question de savoir s'il traite du pays ou de l'État. Le texte, dévoilé le 30 juin, institue un régime présidentiel et un parlement bicaméral. L'Assemblée des représentants du peuple est élue au suffrage universel, alors que le Conseil national des régions et des districts est élu au suffrage indirect par les conseils régionaux.
Les projets de loi déposés par le président sont examinés en priorité. Le président nomme le gouvernement sans avoir besoin du vote de confiance du Parlement,. Pour qu'une motion de censure soit adoptée, elle doit être votée par deux-tiers des membres des deux chambres du Parlement réunies. Les binationaux ne peuvent plus être candidats à la présidentielle.
Le président de la Cour constitutionnelle est chargé de l'intérim présidentiel. Les députés peuvent être révoqués et un député ne doit pas déposer un projet de loi s'il est budgetivore. Le président nomme également les membres de la Cour constitutionnelle et la Tunisie est décrite comme membre de la « oumma islamique » et l'« État seul doit œuvrer à la concrétisation des finalités de l'islam ». Le 3 juillet, Belaïd annonce que le texte soumis au référendum n'est pas celui élaboré et présenté par la commission, ajoutant qu'il renferme « des risques et des défaillances considérables ». La Constitution peut être réformée à l'initiative du président ou d'un tiers des députés. Le décret de septembre 2021 restera valable jusqu'à l'élection d'un nouveau Parlement.
Le Conseil supérieur de la magistrature est supprimé et remplacé par trois conseils pour chacun des trois ordres judiciaires. Au sujet de l'article 5 qui est modifié par rapport à son avant-projet, Belaïd dénonce un risque de « reconstruction du pouvoir des religieux » et un « retour aux âges obscurs de la civilisation islamique ». Le président de la République reconnaît le 8 juillet que des erreurs ont été commises et annonce qu'il apportera des corrections et des précisions au projet de Constitution qui sont publiés le soir même dans le Journal officiel de la République tunisienne (JORT),. Parmi les modifications apportées, l'expression « dans le cadre d'un système démocratique » est ajouté à l'article 5 afin d'atténuer celle des « principes de l'Islam », ainsi que l'allusion aux « bonnes mœurs » pour limiter les libertés qui est retiré.

## Textes antérieurs

### Constitutions antérieures à l'existence de l'État tunisien
Le territoire de l'actuelle Tunisie connaît sa première forme d'organisation politique avec la Constitution de Carthage, régime politique de la cité punique, dont le texte est longuement évoqué par Aristote dans son célèbre ouvrage, La Politique,.
Ce dernier la dépeint comme un modèle de Constitution « mixte », équilibrée et présentant les meilleures caractéristiques des divers types de régimes politiques ; il mêle à la fois des éléments des systèmes monarchique (rois ou suffètes), aristocratique (Sénat) et démocratique (assemblée du peuple).

### Pacte fondamental de 1857

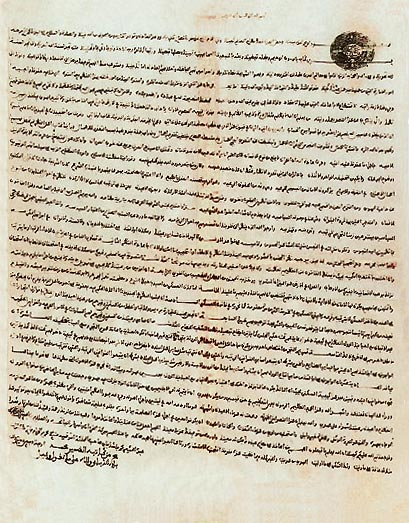
Première page du Pacte fondamental.

Envisagée dès 1856, l'introduction des réformes ottomanes des tanzimat n'intervient toutefois que sous la pression franco-anglaise consécutive à l'affaire Sfez de l'été 1857,. L'arrivée d'une escadre française en rade de Tunis oblige Mohammed Bey à promulguer le Pacte fondamental (Ahd El Aman ou Pacte de sécurité), le 10 septembre 1857, devant mamelouks, caïds et consuls étrangers. Il s'agit d'une déclaration des droits des sujets du bey et de tous les habitants vivant sur son territoire.
Le pacte de onze articles s'ouvre par un préambule placé « sous le double signe de la foi et de la raison », mêlant une prise à témoin de Dieu et une explication des choix du souverain par les contraintes liées à la raison et à la nature. Les idées dominantes, outre les droits accordés aux étrangers, sont la sécurité, l'égalité et la liberté : extension de la « complète sécurité » des biens, de la personne et de l'honneur à tous les sujets sans distinction de religion, de nationalité ou de race (article 1), égalité devant la loi et l'impôt de tous les sujets musulmans et non-musulmans (articles 2 et 3), liberté de culte pour les seuls Juifs (article 4). Dans le serment final du pacte, le bey engage également ses successeurs à ne « régner qu'après avoir juré l'observation de ces institutions libérales », ce que Hedia Khadhar considère comme une ébauche de monarchie constitutionnelle.
Selon une étude comparative effectuée avec les textes antérieurs, aussi bien ottomans qu'européens, le Pacte fondamental s'inscrit pour Khadhar dans l'héritage des idéaux de la Révolution française de 1789. Khalifa Chater y voit plus largement une « prise en compte conséquente des théories et concepts de la pensée libérale et de l'idéal-type des Lumières ». Bien qu'adoptées sous la pression étrangère, visant à ouvrir le territoire au commerce international, ces idées ont trouvé dans le mouvement réformateur acquis à la politique de l'islah, prônée par Mahmoud Kabadou, Ibn Abi Dhiaf et Mohamed Bayram V, et parmi les dignitaires, tels que les ministres Kheireddine Pacha, Rustum et Husseïn, des soutiens importants, même si les privilèges accordés aux Européens en matière économique en ont inquiété certains.
Au-delà, pour Khadhar, l'importance de ce texte réside surtout dans le mouvement d'idées réformatrices qu'il a inspiré à ses contemporains, aux générations qui ont suivi et au mouvement national dans ses revendications sous le protectorat, notamment au sein du parti du Destour (mot signifiant « Constitution »).

### Constitution de 1861

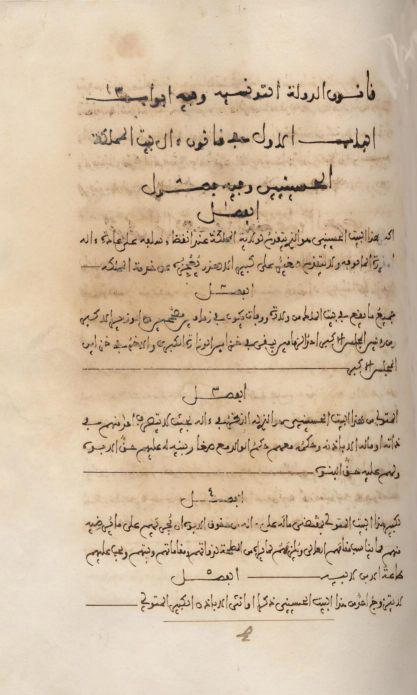
Première page de la Constitution de 1861.

À la suite du Pacte fondamental, une commission est chargée de la rédaction d'une véritable Constitution, remise le 17 septembre 1860 par Sadok Bey, successeur de Mohammed Bey, à l'empereur Napoléon III à Alger. La loi organique, équivalente à une véritable Constitution, entre en vigueur le 26 avril 1861 mais est suspendue dès 1864 en raison de troubles publics liés à l'insurrection menée par Ali Ben Ghedhahem.
Elle garde par la suite un pouvoir symbolique en devenant la référence du mouvement national tunisien, en lutte contre le protectorat français, notamment au sein du Destour (dont le nom signifie « Constitution » en arabe) dont la première demande est son rétablissement avec toutefois certaines évolutions, la plus notable étant l'élection de 60 des 70 membres du Conseil suprême (dans la version originale, l'essentiel du Conseil suprême est constitué d'aristocrates d'origine étrangère, les mamelouks. Le Néo-Destour n'est pas en reste en affichant sa volonté de mettre sur pied « un gouvernement démocratique issu du peuple et jouissant de la confiance des masses tunisiennes ».
Le texte comporte au total 114 articles et établit un partage du pouvoir, entre un pouvoir exécutif composé du bey et d'un Premier ministre, un pouvoir législatif aux prérogatives importantes confié au Conseil suprême et un pouvoir judiciaire indépendant. Gardien de la Constitution, le Conseil suprême peut déposer le bey en cas d'actes anticonstitutionnels, favorisant ainsi la participation des élites à la gestion des affaires. De plus, le souverain n'est plus libre de disposer des ressources de l'État et doit recevoir une liste civile de 1 200 000 piastres alors que les princes de sa famille reçoivent des pensions prévues par le texte.

### Constitution de 1959
La Constitution de 1959 est issue des travaux de l'assemblée constituante élue le 25 mars 1956. Celle-ci a pour projet initial d'établir une monarchie constitutionnelle ; toutefois, le 25 juillet 1957, elle vote l'abolition de la monarchie beylicale et l'instauration du régime républicain, dont Habib Bourguiba prend la présidence.
Le texte final de la Constitution, composé de 78 articles et promulgué le 1er juin 1959, est marqué par l'affirmation d'un exécutif fort. Le Conseil constitutionnel vérifie a posteriori la conformité des lois à la Constitution quand il en est saisi. Le préambule figurant dans la loi, ouverte par la basmala, appelle notamment à consolider l'unité nationale, à rester fidèle aux enseignements de l'islam et à l'ancrage de la Tunisie à son environnement maghrébin et arabe, et à instaurer une démocratie « fondée sur la souveraineté du peuple et caractérisée par un régime politique stable basé sur la séparation des pouvoirs ». La république y est jugée comme le régime à même de garantir le respect des droits de l'homme, l'égalité des citoyens et le développement économique.
La Constitution est modifiée à quinze reprises entre 1965 et 2003, les amendements les plus importants étant ceux du 8 avril 1976 (octroi de prérogatives spécifiques au Premier ministre et au gouvernement dans l'exercice du pouvoir exécutif et l'assistance du chef de l'État, d'un droit de contrôle théorique de l'Assemblée nationale sur l'action du gouvernement), du 25 juillet 1988 (limitation du nombre de mandats présidentiels à trois, suppression de certains contre-pouvoirs) et du 1er juin 2002 (suppression de la limite du nombre de mandats présidentiels introduite en 1988, allongement de l'âge limite pour déposer une candidature à la présidence, instauration d'une immunité judiciaire pour le président et création de la chambre des conseillers).
En 2011, à la suite de la révolution, le décret-loi du 23 mars 2011 dissout la Chambre des députés, la Chambre des conseillers, le Conseil économique et social et le Conseil constitutionnel et prévoit la légifération par décrets-lois dans l'attente de l'élection d'une assemblée constituante légitime. La Constitution est définitivement abrogée le 23 décembre de la même année lorsque la loi constitutionnelle de 2011 est promulguée au Journal officiel de la République tunisienne.

### Loi constitutive de 2011
À la suite de l'élection du 23 octobre 2011 qui voit la victoire des partis souhaitant l'abrogation de la Constitution de 1959, l'assemblée constituante suspend définitivement l'application de la Constitution de 1959 et adopte une loi sur l'organisation provisoire des pouvoirs publics, de nature constitutionnelle, promulguée le 23 décembre. Cette loi donne une organisation constitutionnelle provisoire à la Tunisie, succédant ainsi au décret-loi du 23 mars 2011 et à la Constitution de 1959. Elle est appliquée jusqu'à la promulgation le 10 février 2014 de la nouvelle Constitution élaborée par l'assemblée constituante.

### Constitution de 2014

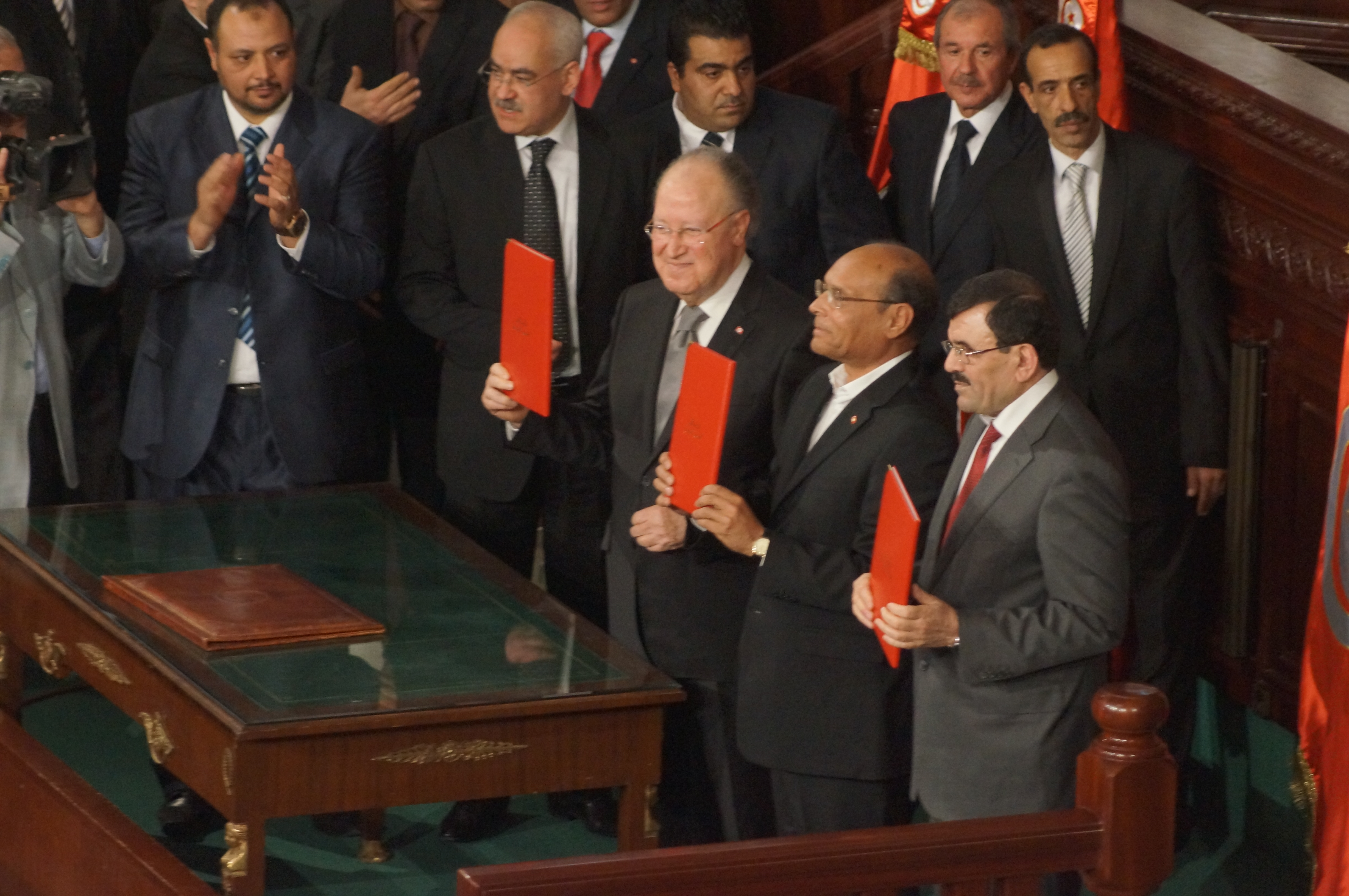
Signature de la Constitution tunisienne de 2014 par Mustapha Ben Jaafar, Moncef Marzouki et Ali Larayedh.

La Constitution de 2014, fruit d'un compromis négocié entre le parti islamiste Ennahdha (disposant d'une majorité relative à l'assemblée constituante) et les forces de l'opposition, sous la houlette d'un quartette issu de la société civile, proclame un certain nombre de libertés (dont la liberté d'expression, la liberté de l'information et la liberté de conscience), consacre un exécutif bicéphale, accorde une place réduite à l'islam et pour la première fois dans l'histoire juridique du monde arabe introduit un objectif de parité hommes-femmes au sein des assemblées élues.
Les articles de la Constitution sont écrits et débattus en commissions parlementaires de 2011 à 2013, puis débattus et votés un à un en séance plénière à partir du 3 janvier 2014. Le texte final est adopté le 26 janvier par l'assemblée constituante avec 200 voix pour, douze contre et quatre abstentions et promulguée le 10 février de la même année.